# 上村けい
上村 けい（かみむら けい、1970年8月24日 - ）は、日本の元AV女優。
「上村ケイ」と表記される作品もある。

## 略歴・人物
1990年にAVデビュー。1991年頃に引退。
「バージンオークション」作中に於いて「アメリカの血が入っている」「身長156、体重は38～40を行ったり来たり」と語っている。

## 出演作品

### アダルトビデオ
- 口内写生 5 （1990年、アリーナ）
- おいどの方から攻めてきて （1990年、アリーナ）
- バージンオークション （1990年、クリスタル映像）
- アリスの雫 （1990年、KUKI）
- お嬢ちゃんええ具合やなあ （1991年、アリーナ）
- 吸精女 （1991年、HRC）
- 暗闇の肖像 （1991年、HRC）
- エマニエルの玉乗り （1991年3月29日、アリスJAPAN）
- 皮やぶりドクターK （1991年6月7日、VIP）
- 逆ソープ天国 （1991年7月26日、アリスJAPAN）
- 調教師の謝肉祭 （1991年10月5日、ピラミッド社）
- レズビアン倶楽部 ハーレム （1991年、マドンナ社）…共演:大西友里亜、浅間夕子、原田美江
- 二重人格 白と黒 （1991年、マリアナ）
- 阿修羅の園 （1991年、マリアナ）
- 罠 -監禁レイプ- （1991年、ロコ）

　他

## 書籍

### 写真集
- レズビアン 禁断の悪戯 （1991年10月25日、マドンナ社）…共演:地球丸花子、村上慶子